# بامبا ديل تماروغال

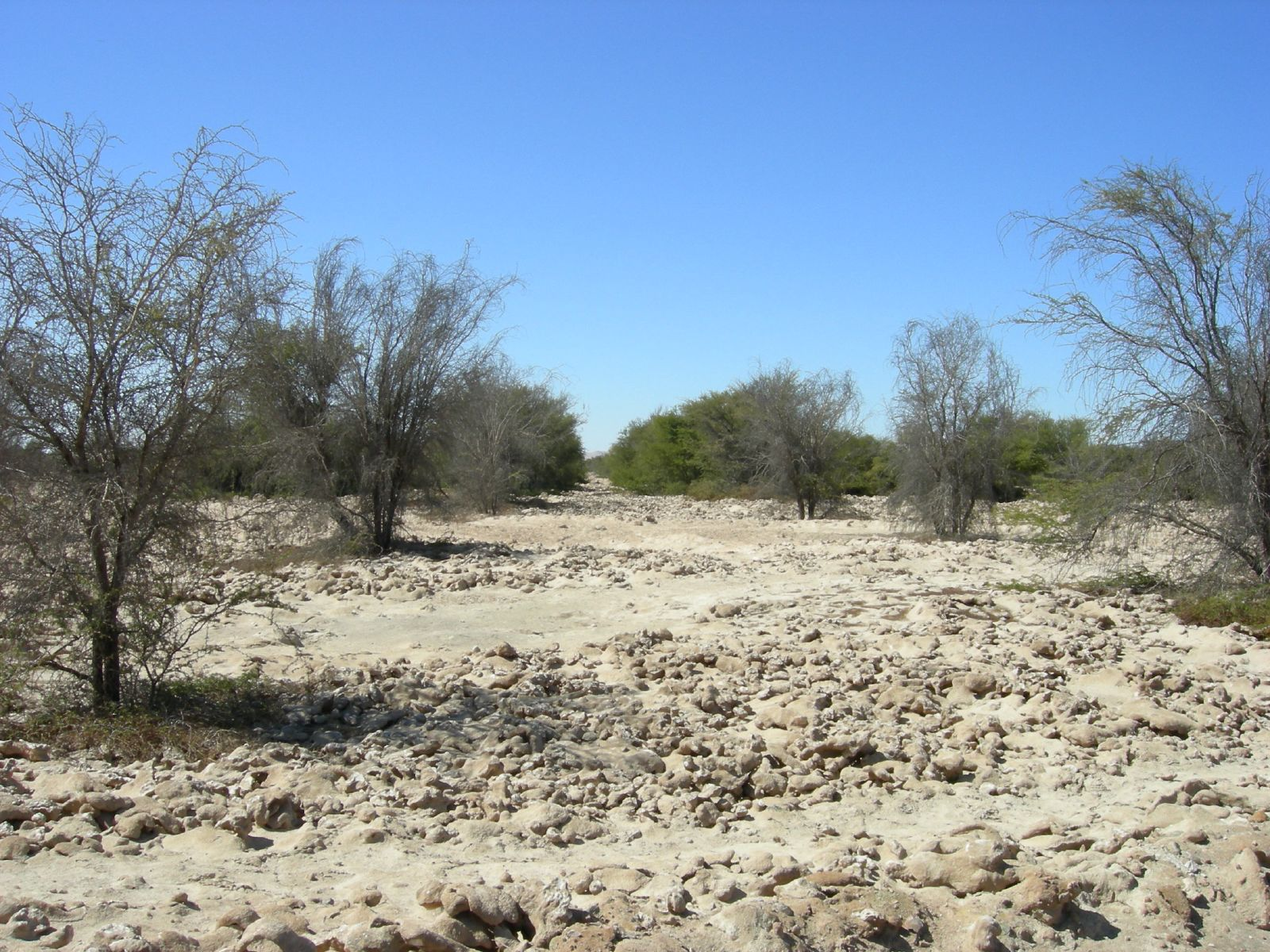
غابة مفتوحة في بامبا ديل تماروغال، فبراير 2006.

بامبا ديل تَماروغال ("هضبة تماروغال") هو سهل شاسع يشمل جزءًا كبيرًا من نورتي غراندي، تشيلي، وقد سُمي في الأصل على اسم أشجار غاف تماروغو التي كانت تغطي سطحه. ويقع السهل بين خطي عرض 19 ° 30 'و 22 ° 15' جنوبًا ويعتبر جزءًا من صحراء أتاكاما. يحدها من الغرب سلسلة جبال تشيلي الساحلية ومن الشرق المنحدرات الغربية لجبال الأنديز. يشغل السهل مساحة 12500 كم 2 بمتوسط ارتفاع 1100 م.

## السياحة
من بين مناطق الجذب السياحي الرئيسية في بامبا ديل تماروغال موقع التراث العالمي مصانع نترات الصوديوم في همبرستون وسانتا لاورا ومدينة لا تيرانا ومحمية بامبا ديل تماروغال الوطنية.

## معرض الصور

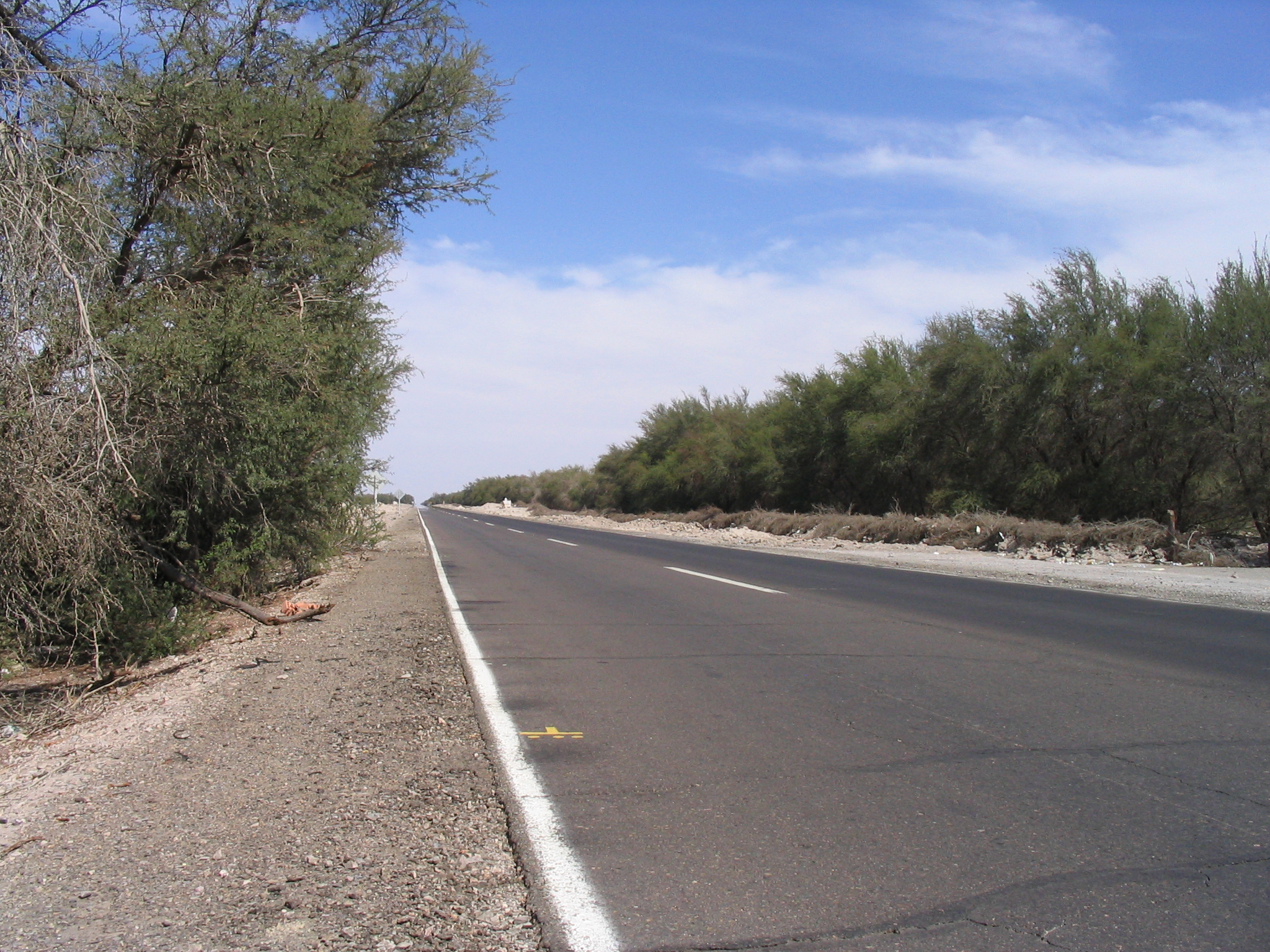
A modern forest in Pampa del Tamarugal as seen from طريق تشيلي 5
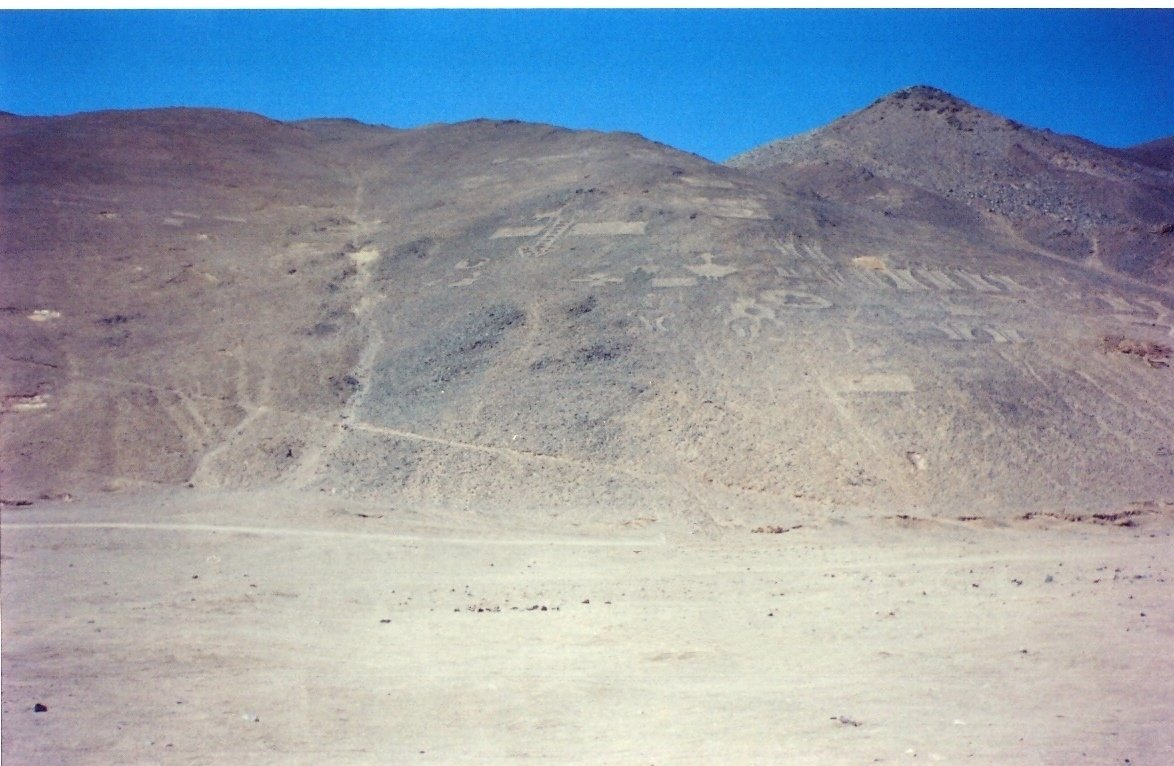
Pre-Hispanic جيوغليفs next to Pampa del Tamarugal
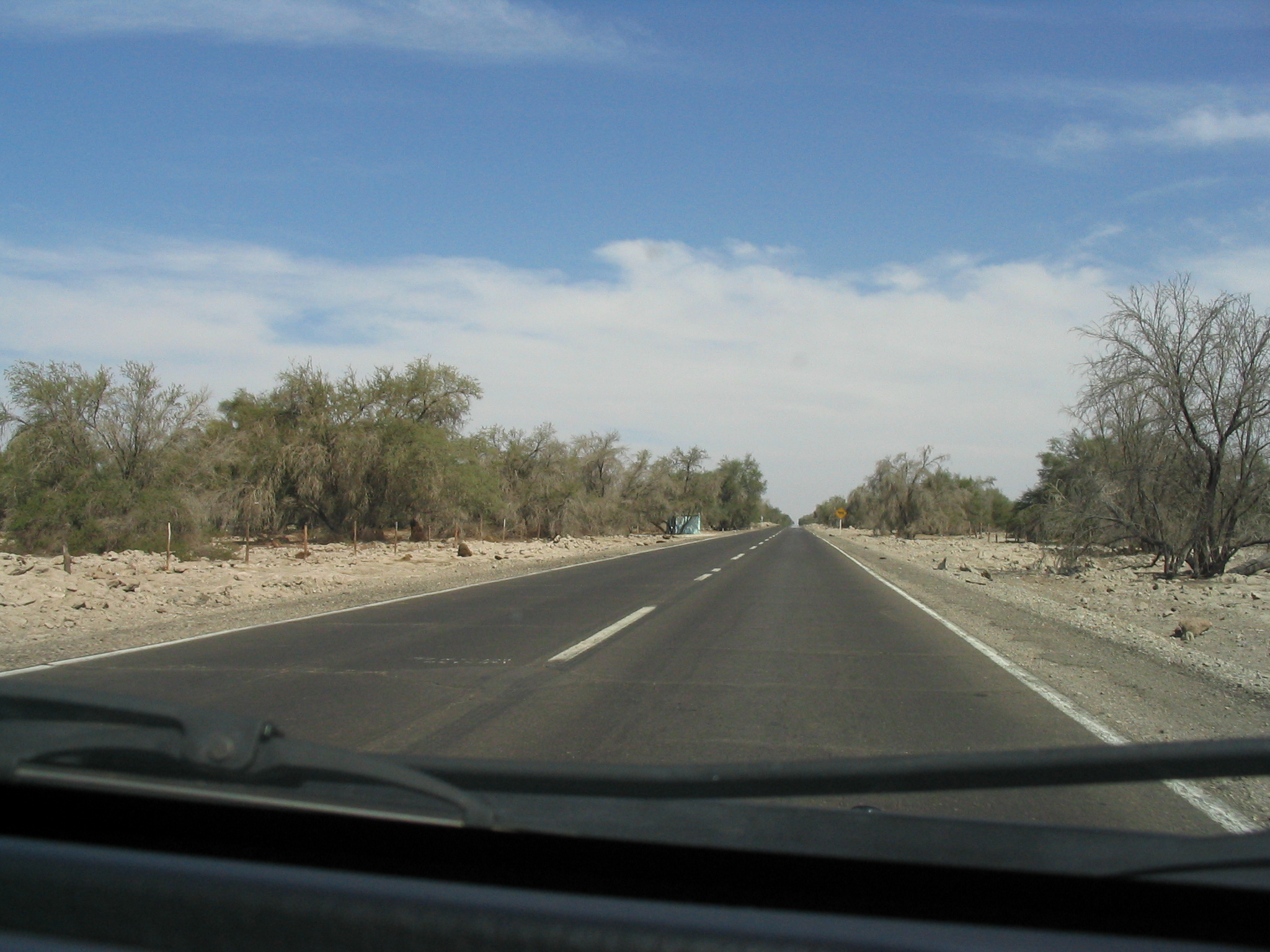
A modern forest in Pampa del Tamarugal as seen from Chile Route 5
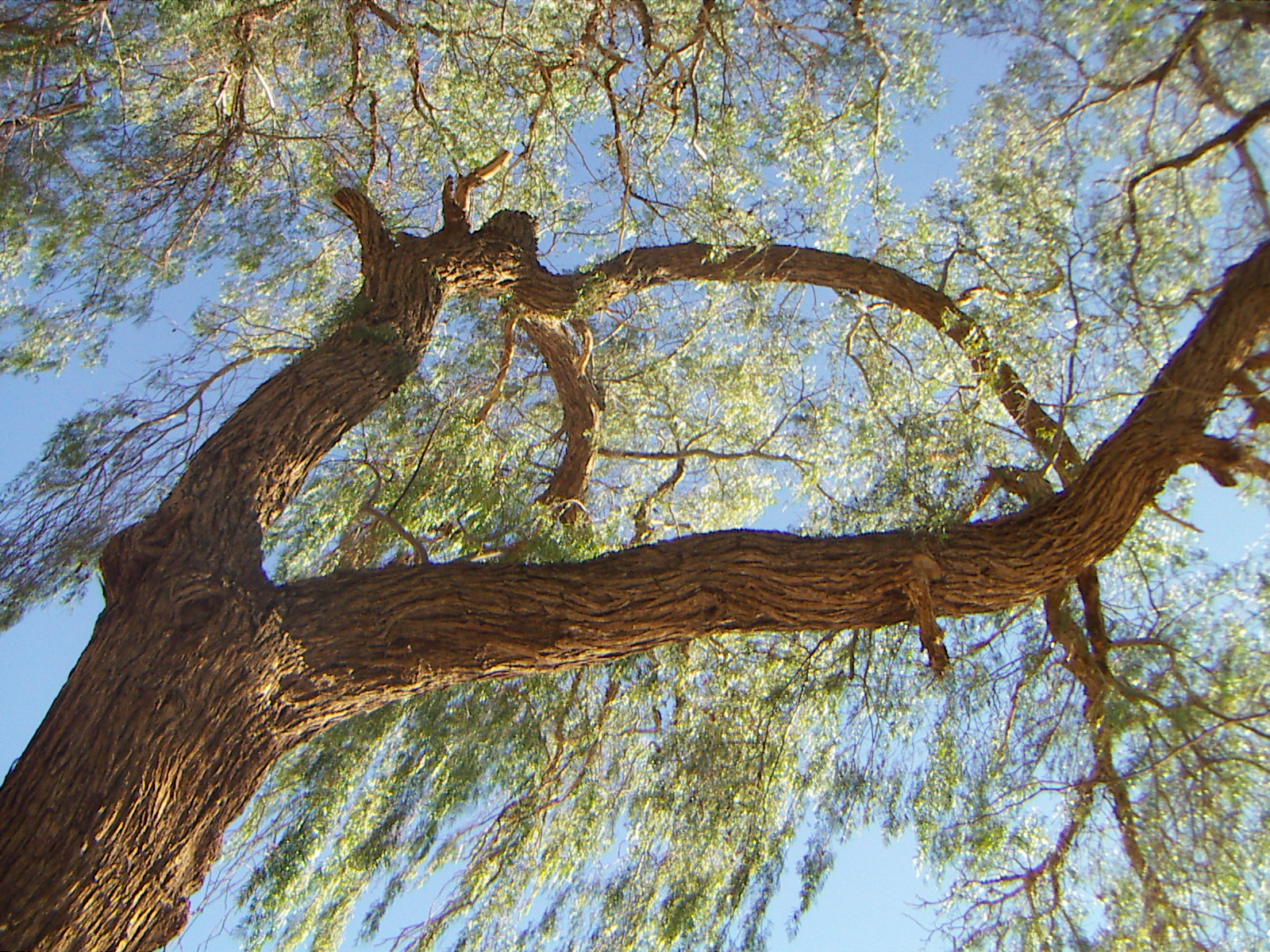
A غاف تماروغو tree